# James T. Igoe
James Thomas Igoe (* 23. Oktober 1883 in Chicago, Illinois; † 2. Dezember 1971 in Evanston, Illinois) war ein US-amerikanischer Politiker. Zwischen 1927 und 1933 vertrat er den Bundesstaat Illinois im US-Repräsentantenhaus.

## Werdegang
James Igoe besuchte die Holden School, das Bryant and Stratton College und das St. Ignatius College in seiner Heimatstadt Chicago. Seit 1907 arbeitete er dort im Druckerei- und Verlagswesen. Gleichzeitig schlug er als Mitglied der Demokratischen Partei eine politische Laufbahn ein. Zwischen 1917 und 1923 arbeitete er als Angestellter für die Stadt Chicago. In den Jahren 1920, 1928 und 1936 war er Delegierter zu den jeweiligen Democratic National Conventions.
Bei den Kongresswahlen des Jahres 1926 wurde Igoe im sechsten Wahlbezirk von Illinois in das US-Repräsentantenhaus in Washington, D.C. gewählt, wo er am 4. März 1927 die Nachfolge des Republikaners John J. Gorman antrat. Nach zwei Wiederwahlen konnte er bis zum 3. März 1933 drei Legislaturperioden im Kongress absolvieren. Diese waren seit Herbst 1929 von den Ereignissen der Weltwirtschaftskrise geprägt. Im Jahr 1932 wurde er von seiner Partei nicht mehr zur Wiederwahl nominiert.
1931 wurde James Igoe Leiter einer Baugesellschaft. In den Jahren 1939 und 1940 leitete er die Delegation aus Illinois für die Golden Gate International Exposition, die Weltausstellung in San Francisco. Seit 1942 arbeitete er auch in der Immobilienbranche. Von 1955 bis 1961 war er zunächst Direktor und später Vorstandsvorsitzender der Mercantile National Bank of Chicago. Er starb am 2. Dezember 1971 in Evanston.